# Reservationsvereinbarung
Die Reservationsvereinbarung ist ein privat-schriftlicher Vorvertrag auf Abschluss eines Hauptvertrages für den Kauf eines Grundstückes in der Schweiz, in der Regel verbunden mit einer Kaufpreisanzahlung und der Abrede einer Konventionalstrafe, wonach die Anzahlung dem Verkäufer verfalle, falls der Käufer den öffentlich zu beurkundenden Grundstückkaufvertrag nicht abschliesse.

## Allgemeines
Die Reservationsvereinbarung gibt weder dem Immobilienverkäufer noch dem Immobilienkäufer einen durchsetzbaren Anspruch auf Eigentumsübertragung. Er begründet aber ein Vorkaufsrecht an dem betreffenden Grundstück.

## Formbedürftigkeit
Wo das Gesetz zum Schutze der Vertragschliessenden für die Gültigkeit des künftigen Vertrages eine Form vorschreibt, gilt diese auch für den Vorvertrag (Art. 22 Abs. 2 OR). Der Vorvertrag auf Abschluss eines Grundstück-Kaufvertrages (Hauptvertrag) bedarf zu seiner Gültigkeit deshalb bereits der öffentlichen Beurkundung (Art. 216 Abs. 2 OR). Alle seine objektiv- und subjektiv-wesentlichen Bedingungen müssen bekannt sein und die Bedingungen, die für die Parteien condicio sine qua non sind, sollten berücksichtigt werden.
Der Grundstückskaufvertrag bedarf zu seiner Gültigkeit gem. Art. 657 ZGB, Art. 216 Abs. 1 OR der öffentlichen Beurkundung. Er hat ferner die ausformulierten objektiv- und subjektiv-wesentlichen Bedingungen sowie die Bedingungen, die für die Parteien conditio sine qua non sind, zu enthalten.

### Maklerverhalten
Erfahrungsgemäss setzen viele Makler die Kaufsinteressenten mit teils unzutreffenden Hinweisen (andere Käufer sind abschlussbereit, letztes Objekt usw.) unter Abschlussdruck. Es tritt damit gerade die Übereilung ein, die der Gesetzgeber mit der öffentlichen Beurkundung verhindern wollte. Den Kaufsinteressenten wird der Entwurf zu einem Grundstückkaufvertrag in aller Regel erst nach Leistung der Reservationszahlung vorgelegt. Oft haben die Kaufsinteressenten nicht einmal genügend Zeit zur Beurteilung des Objektes und zur Beschaffung der Finanzierungszusage ihrer Bank.
Dem Makler geht es um seine Maklerprovision: Mit Unterzeichnung der Reservationsvereinbarung durch den Kaufsinteressenten erbringt er gegenüber seinem Auftraggeber den provisionsbegründenden Nachweis der Vermittlung eines Käufers und durch die Leistung der Reservationszahlung sichert er sich zudem finanziell ab, bevorschusst ihn ein Auftraggeber doch nur in den seltensten Fällen.
Die Übereilung und die mangels öffentlicher Beurkundung fehlende Vertragsbindung kann sich in verschiedener Hinsicht auswirken:
1. Veränderte Verhältnisse:
  1. Der Kaufsinteressent hat ein besseres Kaufsobjekt gefunden.
  2. Dem Kaufsinteressenten gefällt bei einer Immobilie ab Plan (Auswahl aufgrund des Vorprojekts) das Ausführungsprojekt nicht.
  3. Beim Kaufsinteressenten haben sich die persönlichen und/oder finanziellen Verhältnisse so verändert, dass er nicht mehr erfüllen will oder kann.
2. Bank- oder Immobilienberater raten dem Kaufsinteressenten ab, den vom Verkäufer vorgelegten Grundstückkaufvertrag in dieser Form zu unterzeichnen.
3. Reservationsreiterei: Das „Verkäufer-/Makler-Duo“ nutzen die Immobilie zumindest anfänglich nur dazu, möglichst viele Anzahlungen einzunehmen; sie unterbreiten dem Kaufsinteressenten bewusst einen einseitig unannehmbaren Grundstückkaufvertrag; nach erfolglosen Vertragsverhandlungen treten sie von der Reservationsvereinbarung zurück und machen beim Kaufsinteressenten Schadenersatz für den Ersatzverkauf geltend (erneuter Vermittlungsaufwand, Minderpreis uam), den sie mit der Reservationszahlung verrechnen.[3]

## Rechte bei Nichterfüllung
Erfüllt der Kaufsinteressent nicht, so bleibt dem Verkaufsinteressenten mangels durchsetzbaren Anspruches auf Eigentumsübertragung nur der Vertragsrücktritt. Er wird das Kaufsobjekt einem neu zu evaluierenden Käufer verkaufen und Schadenersatz für den Ersatzverkauf geltend machen (erneuter Vermittlungsaufwand, Minderpreis uam). Seinen Schaden wird er mit der Reservationszahlung verrechnen und einen allfälligen Überschuss zurückbezahlen bzw. einen Schadensüberschuss nachfordern.
Erfüllt der Verkaufsinteressent nicht, wird der Kaufsinteressent seinen Mehraufwand für die Suche eines Ersatzobjektes und einen (schwierig beweis- bzw. berechenbaren) Gewinn geltend machen.
Wegen der Nichtigkeit der Reservationsvereinbarung muss die eine oder andere Partei womöglich auf die Haftung aus vorvertraglichen Pflichtverletzungen (culpa in contrahendo) zurückgreifen.